# Aren, Östergötland
Aren är en sjö i Mjölby kommun i Östergötland och ingår i Motala ströms huvudavrinningsområde. Sjön har en area på 0,0593 kvadratkilometer och ligger 113,9 meter över havet. Aren ligger i Västra Harg Natura 2000-område.

## Delavrinningsområde
Aren ingår i det delavrinningsområde (645818-146821) som SMHI kallar för Utloppet av Aren. Medelhöjden är 120 meter över havet och ytan är 0,25 kvadratkilometer. Räknas de 3 avrinningsområdena uppströms in blir den ackumulerade arean 21,66 kvadratkilometer. Vattendraget som avvattnar avrinningsområdet har biflödesordning 5, vilket innebär att vattnet flödar genom totalt 5 vattendrag innan det når havet efter 116 kilometer. Avrinningsområdet består mestadels av skog (72 procent), öppen mark (11 procent) och jordbruk (15 procent). Avrinningsområdet har 0,15 kvadratkilometer vattenytor vilket ger det en sjöprocent på 0,6 procent.